# Slagelse-Værslev-banen
Slagelse-Værslev banen er en nu delvis nedlagt statsbanestrækning mellem Værslev og Slagelse via Høng.

## Historie
I den store jernbanelov fra 1894 besluttede Rigsdagen, at der skulle anlægges en jernbane mellem Slagelse og Værslev som forbindelse mellem Vestbanen (København-Korsør) og Nordvestbanen (Roskilde-Kalundborg). Anlægsbevillingen lød på 1,6 mio. kr. Der havde været forslag om at føre banen øst om Tissø, men 4. marts 1896 blev linjeføringen lagt fast med en station i Gørlev sydvest for søen. Anlægsarbejdet i 1896-97 stødte på flere dæmningsskred ved Valbygård og Havrebjerg.

## Driften
Dagen efter indvielsen blev den daglige drift indledt med fire tog i hver retning. Togene kørte til og fra Kalundborg på 8 km af Nordvestbanens spor, så i Værslev var der kun en mindre remise og drejeskive. I 1930'erne blev enkelte tog ført igennem til Korsør. I hele banens levetid var der postbureauvogn i visse tog.
Banen fik aldrig særlig stor persontrafik, og i 1960'erne blev de fleste stationer nedrykket til trinbrætter, så kun Værslev, Gørlev og Høng var faste standsningssteder. Banen transporterede hovedsageligt gods, især til og fra Gørlev Sukkerfabrik, der blev oprettet i 1912. Efter åbningen af Hørve-Værslev Jernbane i 1918 kørte der under roekampagnen et dagligt godstog fra Odsherred med sukkerroer til Gørlev. Dansk Svovlsyre- og Superphosphatfabrik, der blev indviet i Kalundborg i 1930, medførte store transporter af kunstgødning.

## Strækningsdata
- Indviet 30. april 1898
- Længde: 34,4 km
- Sporvidde: 1.435 mm
- Skinnevægt: 37-45 kg/m (1972)
- Maks. hastighed: 120 km/t (Slagelse-Høng)
- Maks. akseltryk: 16 t
- Høng-Værslev nedlagt: 23. maj 1971 – herefter godstrafik Høng-Gørlev til 1994

## Standsningssteder
Banens navn angives normalt som Slagelse-Værslev og ikke omvendt. Banens kilometersten målte km fra Slagelse, og det harmonerer med to navngivningsprincipper: fra den større station til den mindre og fra den ældre bane til den nyere. Men der er i litteraturen tradition for at opliste stationerne i modsat orden, måske fordi Postvæsenet brugte den, når man i postvognen stemplede brevene med "Kalundborg-Slagelse".
- Værslev station (Væ) i km 0 – forbindelse med Nordvestbanen.
- Forsinge station (Fsi) i km 4. Senere trinbræt.
- Jerslev station (Jv), i km 8.
- Store Fuglede station (Fg) i km 11. Senere trinbræt. Opr. navn: Fuglede Station.
- Gørlev station (Gv) i km 16.
- Høng station (Øn), i km 21 – forbindelse med Høng-Tølløse Jernbane fra 1901, nu station på Tølløsebanen.
- Løve station (Le), i km 24. Senere trinbræt, 1971-2011 på Tølløsebanen.
- Havrebjerg station (Heb), i km 28. Senere trinbræt, 1971-2011 på Tølløsebanen.
- Slagelse station (Sg), i km 34,4 – forbindelse med København-Korsør-banen og Slagelse-Næstved banen.

### Bevarede stationsbygninger
Værslev Station er nedrevet.
- Forsinge: Værslevvej 8
- Jerslev: Stationsvej 3
- Store Fuglede: Banevej 2
- Gørlev: Jernbanegade 3
- Høng: Jernbanevej 6
- Løve: Stationsvej 9
- Havrebjerg: Havrebjerg Stationsvej 2

## Tølløsebanen
Da DSB i 1971 indstillede persontrafikken på hele strækningen Slagelse-Værslev, overtog Høng-Tølløse-banen persontrafikken Høng–Slagelse, og i 1997 blev banen selv ejer af denne strækning. Tølløsebanen (Tølløse-Høng-Slagelse) blev nu drevet som en samlet strækning og 1. maj 2003 fusioneret med Odsherredsbanen til Vestsjællands Lokalbaner, som igen blev lagt sammen med Østbanen og Lollandsbanen til Regionstog 1. januar 2009. 1. juli 2015 indgik banerne i Lokaltog.

## Nedlagte strækninger hvor banetracéet er bevaret

### Vestsjællands Veterantog
Skinnerne ligger der endnu på de 4½ km mellem Høng og Gørlev. I februar 2008 købte Kalundborg Kommune sporet af Banedanmark for 1 krone. På denne strækning kører nu Vestsjællands Veterantog, der er en del af Dansk Jernbane-Klub (DJK). Gruppen har ca. 50 medlemmer og en remise i Høng.
- Nord for Høng Station går Tølløsebanen th. og veteranbanen tv. med remise i baggrunden
- Banen krydser Omfartsvejen ved Gørlev
- Sporet slutter efter Gørlev Station
- Veterantoget klar til afgang fra Gørlev til Høng

### Værslevstien
Mellem Gørlev og Værslev blev skinnerne taget op i 1992, og 14 km af banens tracé indgår i Værslevstien fra Gørlev til øst for Værslev, hvor stien drejer mod vest ad Værslevvej mod Kalundborg. Nord for Værslevvej er yderligere 1½ km tracé bevaret gennem Skovbakker næsten helt til Værslev Station.
- Værslevstien starter fra Østerled i Gørlev
- Bro under Ågårdsvej nord for Gørlev
- Værslevstien krydser Halleby Å
- Værslevstien krydser Bygaden i Jerslev
- Værslevstien går tv. ad Værslevvej, banetracéet fortsætter ligeud
- Gennem træerne th. skimtes skinnerne lige før Værslev Station

- Wikimedia Commons har flere filer relateret til Høng-Værslev